# 完全流体
完全流体（かんぜんりゅうたい、英: perfect fluid)または理想流体（りそうりゅうたい、英: ideal fluid）、非粘性流体（ひねんせいりゅうたい、英: inviscid fluid）とは、流体力学において、粘性が存在しない流体のことである。粘性を持つ実在の流体を単純化したモデルとして用いられる。
粘性が存在しないとは、せん断応力が常に（流体が運動していても）存在しないことと同義である。粘性によるせん断応力は一般に抗力として働くので、この仮定は力学における摩擦力の無視に類似している。